# Paracinygmula joernensis
Paracinygmula joernensis är en dagsländeart som beskrevs av Simon Bengtsson 1909. Paracinygmula joernensis ingår i släktet Paracinygmula, och familjen forsdagsländor. Arten är reproducerande i Sverige.